# Unitree Robotics
Hangzhou Yushu Technology Co., Ltd. (杭州宇树科技有限公司), zakendoend onder de naam Unitree Robotics, is een Chinees roboticabedrijf gevestigd in Hangzhou in China. 
Het bedrijf werd in mei 2016 opgericht door Wang Xingxing, en is gespecialiseerd in viervoetige robots voor de consumentenmarkt. 

## Geschiedenis
In 2013 ontwikkelde Wang Xingxing viervoetige robots tijdens zijn postdoctorale studie aan de Universiteit van Shanghai. Zijn eerste viervoetige apparaat, XDog, ontwikkelde hij in 2016 voor zijn masterscriptie. De robothond werd een internetsensatie die kopers en investeerders aantrok. Nadat Wang bij het Chinese bedrijf DJI ging werken, besloot hij ontslag te nemen en zijn eigen bedrijf, Unitree, op te richten.
In 2021 bracht Unitree de Unitree Go1 uit, een viervoetige robot die vergelijkbaar is met de Spot van Boston Dynamics. Hij is uitgerust met twaalf motoren, die elk een maximumkoppel van 23,7 Nm kunnen genereren, en kan draaien met snelheden tot 30 rad/s (ongeveer 280 omw/min). Volgens een artikel in The Wall Street Journal kan de robothond Unitree zich verplaatsen over verschillende oppervlakken, waaronder zand, rotsen en aarde.
In april 2024 bracht Unitree een video uit waarin de humanoïde robot H1 werd getoond. In augustus 2024 bracht Unitree de Unitree G1 uit, een verbeterde versie van de H1-robot, voor massaproductie met een prijskaartje van 16.000 USD.

## Producten
Unitree kreeg ook steun van durfkapitaalfondsen zoals HongShan, Matrix Partners en Shunwei Capital.

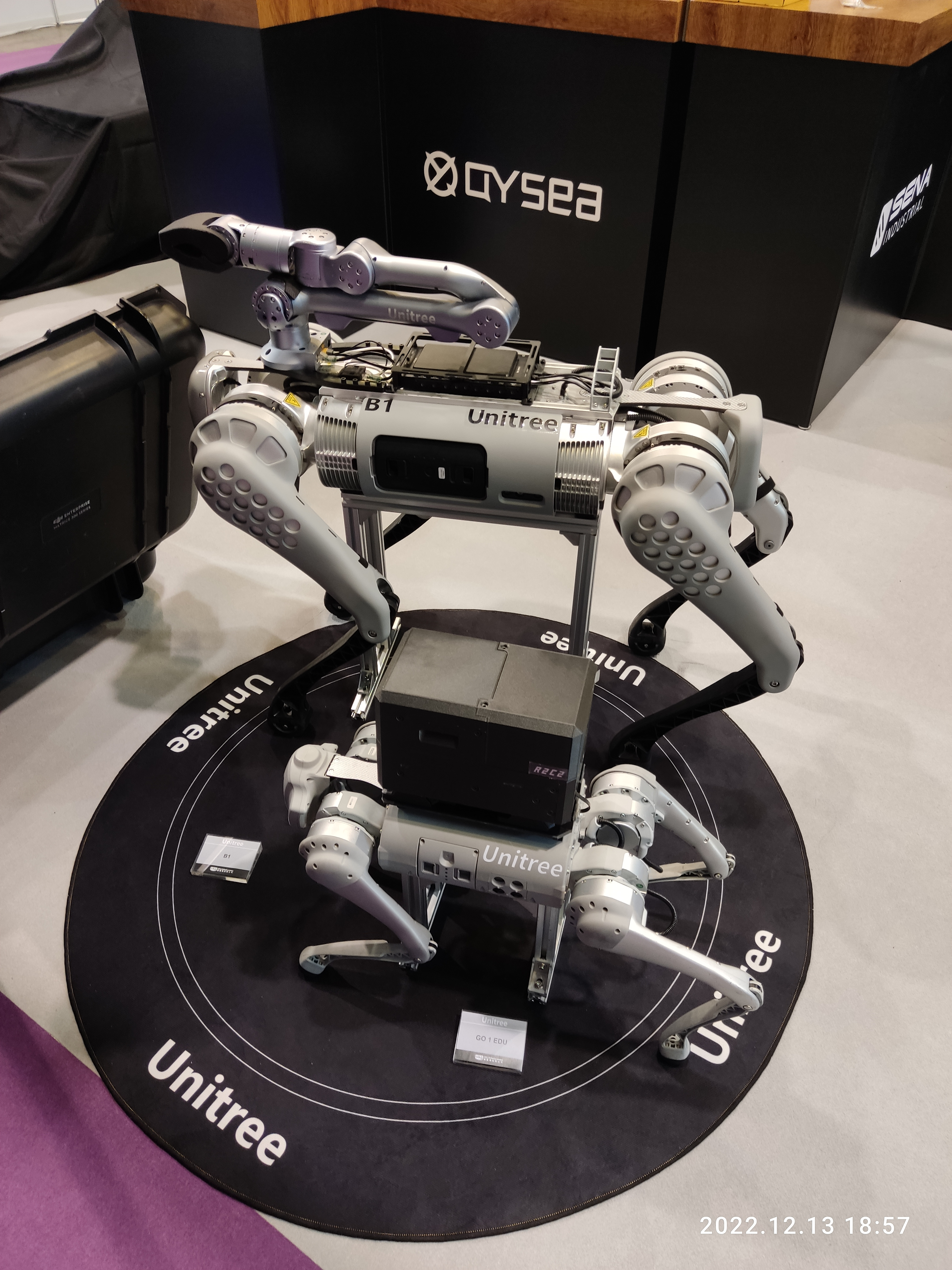
Unitree Go1 en B1
Unitree Go2
Unitree H1
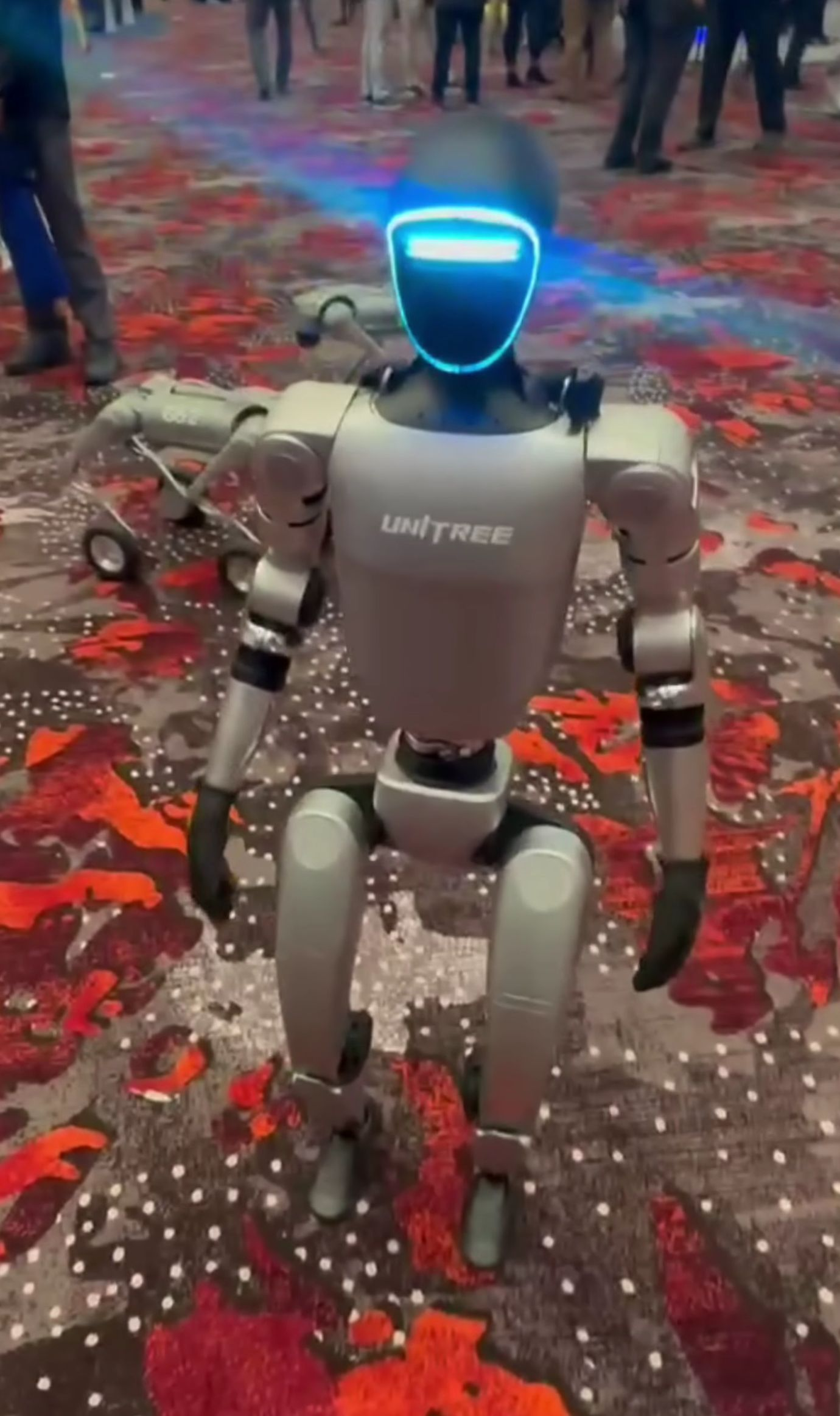
Unitree G1 op Uav expo 2024

## Controverses

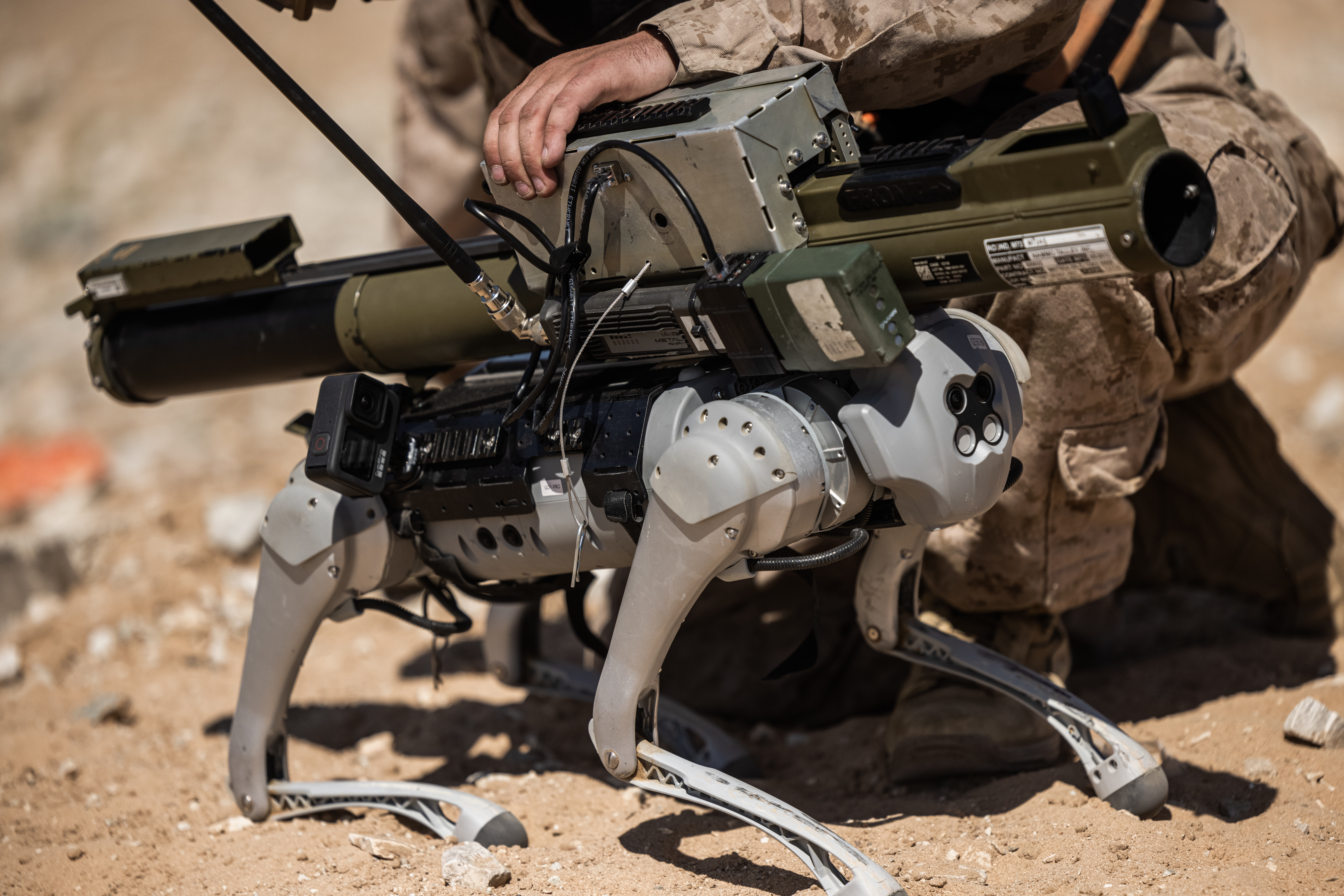
Amerikaanse mariniers testen de M72 LAW die op een Unitree-robot is gemonteerd.